# Matt Phillips
Matt Phillips, właśc. Matthew Ray Phillips (ur. 25 stycznia 1973 w Glendale) – amerykański aktor.

## Życiorys
W 2002 zadebiutował jedną z głównych ról (jako Steve) w indyjskim dramacie Mitr, My Friend w reżyserii Revathy'ego. Film ominęła ogólnoświatowa dystrybucja, lecz został on wyróżniony podczas indyjskiego Festiwalu Filmowego National Film Awards. Jeszcze w 2002 pojawił się w roli Raya „Boom-Booma” Manciniego w opartym na autentycznej historii dramacie sportowym Kwak Kyung-taeka Champion, który podczas Philafilm – Philadelphia International Film Festival w 2003 zdobył nagrodę Gold Award. W 2003 Phillips wystąpił gościnnie jako Allan w odcinku serialu Życie na fali (The O.C.) The Countdown. Rok później w horrorze HellBent, przez media określonym mianem „pierwszego gejowskiego slashera”, odegrał swoją najbardziej rozpoznawalną rolę, wcielając się w postać Tobeya, homoseksualisty z West Hollywood, prześladowanego przez seryjnego mordercę.